# Ребальяти, Кьяра
Кьяра Ребальяти (итал. Chiara Rebagliati; род. 23 января 1997, Савона, Лигурия) — итальянская лучница, выступающая в соревнованиях по стрельбе из олимпийского лука. Участница Олимпийских игр 2020 года.

## Биография
Кьяра Ребальяти родилась 23 января 1997 года.
Училась в университете Инсубрии в Варезе. Кьяра старается совмещать занятия учёбой и спортом.

## Карьера
Кьяра Ребальяти начала заниматься стрельбой из лука в возрасте десяти лет. По её воспоминаниям, «прекрасная страсть» (как она называет стрельбу из лука) возникла неожиданно, после того, как во время прогулки с родителями она побывала на стрельбище. Первый тренер — Риккардо Франци.
В 2012 году Ребальяти была признана спортсменом года в Савоне.
В 2019 году Кьяра Ребальяти выступила на этапе Кубка мира в Берлине, но заняла лишь 57-е итоговое место.
В 2021 году Кьяра вновь выступила на Кубке мира. На этапе в Лозанне она выбыла на стадии 1/32 финала, в Париже сумела пройти на один раунд дальше. Также во Франции состоялся квалификационный турнир на Олимпийские игры, по итогам которого итальянки сумели завоевать путёвку.
Кьяра Ребальяти стала 10-й в рейтинговом раунде, набрав 658 очков из 720 возможных. В первом раунде женского индивидуального первенства итальянская лучница попала на шведку Кристин Бьерендаль и одержала победу со счётом 6:4. На стадии 1/16 финала она встретилась с соотечественницей Лучиллой Боари и проиграла ей. Лучилла затем стала бронзовым призёром Олимпиады. Кьяра также не сумела добраться до медальных матчей и в других дисциплинах: в миксте уже в первом матче итальянцы всухую проиграли сборной Нидерландов, а в команде, пройдя Великобританию в первом раунде, попали на Южную Корею во втором, и также всухую проиграли.